# Наум Наумовски
Наум Наумовски Борче (Крушево, 1. мај 1920 — Скопље, 28. септембар 1960), учесник Народноослободилачке борбе, друштвено-политички радник ФНР Југославије и Народне Републике Македоније и народни херој Југославије.

## Биографија
Рођен је 1. маја 1920. године у Крушеву. Након основне школе, завршио је два разреда гимназије у Прилепу, након чега се преселио у Београд. Завршио је нижу гимназију у Београду, а затим тамо радио у фабрици за авионе „Рогожарски“ од 1938. до 1940. године. Определио се за идеје радничког покрета. Учествовао је у штрајковима и демонстрацијама и тада је упознао Мирчу Ацева. Током једног штрајка, ухапшен је и интерниран у затвор на Ади Циганлији. По изласку из затвора, постао је члан Комунистичке партије Југославије (КПЈ),  1940. године.
Учесник је Народноослободилачке борбе од 1941. године. Најпре је био секретар Месног комитета КПЈ за Крушево, а потом помоћник политичког комесара Крушевачког партизанског одреда „Питу Гули“, помоћник политичког комесара Друге оперативне зоне Македоније, политички комесар Друге македонске ударне бригаде од јануара 1944. године, политички комесар 41. македонске дивизије, политички комесар Петнаестог македонског корпуса и члан Главног штаба НОВ и ПО Македоније. Био је делегат на Првом заседању Антифашистичког собрања народног ослобођења Македоније (АСНОМ), 2. августа 1944. године.
После ослобођења Југославије, био је члан Владе и Извршног већа Народног собрања Народне Републике Македоније, члан Централног комитета Савеза комуниста Југославије, члан Савезног одбора Социјалистичког савеза радног народа Југославије (ССРНЈ), члан Председништва Главног одбора ССРН Македоније и члан Извршног комитета Централног комитета Савеза комуниста Македоније. 
Биран је за народног посланика Савезне народне скупштине и Народног собрања НР Македоније у више сазива. У два наврата је обављао дужност градоначелника Скопља, током 1950. и од 1956. до 1960. године.
Умро је 28. септембра 1960. у Скопљу, где је и сахрањен.
Носилац је Партизанске споменице 1941. и других југословенских одликовања, међу којима су — Орден заслуга за народ првог реда, Орден братства и јединства првог реда и Орден за храброст. Орденом народног хероја одликован је 20. децембра 1951. године.